# Andrim Emini
Andrim Emini (geboren am 7. Februar 1982 in Dieburg, Deutschland als Handrim Emini) ist ein multilingualer deutscher Theater- und Filmschauspieler, Musiker, Autor, Regisseur, Produzent, Sprecher und Schauspieldozent albanischer Abstammung aus der Republik Nordmazedonien. 

## Leben und Karriere
Emini absolvierte vor seiner künstlerischen Laufbahn eine Ausbildung zum Bankkaufmann bei der Dresdner Bank AG. Nach dieser Ausbildungszeit wechselte er für sechs Monate zur Commerzbank AG und durchlief ein Traineeprogramm zum Privatkundenberater. Diese Stelle kündigte er, weil er sich auf seine künstlerische Arbeit fokussieren wollte.
Nach einem Auftritt in einer Karaoke-Bar mit 18 Jahren wurde er von einem Talentscout angesprochen und dadurch Sänger in dem Musik-Dance-Projekt P2 unter dem Vertrieb der Universal Music - Dance Division und später Teil der weltweit ersten Boyband, die nur aus offen queeren jungen Männern bestand. Die Band Marilyn’s Boys, die durch ein Casting zusammengestellt wurde, in der explizit junge queere Sänger gefragt waren, sich zu bewerben, wurde von über 1500 Bewerbern in mehreren deutschen Städten in den offenen Castings besucht. Unter den Bewerbern fanden sich auch Kandidaten aus Frankreich, der Schweiz, Österreich, Luxemburg, Dänemark, Belgien und den Niederlanden. In mehreren Schritten wurde die Band zu einer Fünfergruppe zusammengestellt. Die Band hatte ihren Plattenvertrag bei Edel Records und konnte mehrere Einstiege in den Deutschen Media-Control-Charts verbuchen. Es folgten Musikvideo-Veröffentlichungen auf MTV und VIVA, eine Tour als Vorband von Jeanette Biedermann und eine Tour durch das europäische Ausland sowie mehrere Fernsehauftritte, u. a. im ZDF-Fernsehgarten.
Da der größere Erfolg ausblieb, es seitens von Aktivisten der Queer-Community immer wieder zu Anfeindungen bei Live-Auftritten kam und die Plattenfirma den Vertrag auflöste, beschloss die Band, das Projekt auf Eis zu legen. In dieser Zeit entschied sich Andrim Emini, vorerst Abschied von der Musik zu nehmen und auf eine Schauspielschule zu gehen. Diese absolvierte er mit einem Stipendium der Wfk e. V. in Hamburg.
Emini war u. a. am Deutschen Schauspielhaus Hamburg, am Staatstheater Stuttgart, am Schauspiel Frankfurt und an der Philharmonie Luxembourg als Schauspieler engagiert. Für die Theaterproduktion Ostwind von Emre Akal erhielt er zusammen mit seiner Kollegin Berivan Kaya im Jahr 2015 den Theaterpreis Stuttgart und den des Landes Baden-Württemberg.
Seine ersten größeren Filmrollen erhielt er ab dem Jahr 2009, unter anderem als jüdischer italienischer Flüchtling Bruno an der Seite von Christine Neubauer im deutschen ARD-TV-Mehrteiler Gottes mächtige Dienerin. Dieser Film wurde beim Festival de Télévision de Monte-Carlo als bester Film nominiert. 2010 hatte er die Chance, in einer Rolle der damaligen ZDF Krimiserie SOKO 5113 seine humorvolle Seite schauspielerisch darzustellen und an der Seite von Barbara Wussow zu agieren. Außerdem war er Werbegesicht für Mc Donalds Deutschland, Mc Café Österreich, Ungarn und die Slowakei, die PSD Bank, Allianz, Cyclo Test und Teil der Social Spot Kampagne Staying-Alive von MTV International.
Nach dem plötzlichen Tod seines Lebenspartners und seines Vaters stieg er für mehrere Jahre aus der Schauspielbranche aus und kehrte mit einer Episodenrolle in der ZDF-Krimiserie SOKO Stuttgart in den Beruf zurück. In seiner Auszeit arbeitete er u. a. als Caster für diverse Produktionsfirmen und Souffleur am Theater.
Andrim Emini ist Unterzeichner des Manifests ActOut. Er engagiert sich für die Sichtbarkeit von queeren Menschen in der Medienbranche und ist Teil der Initiative Künstler gegen Antisemitismus, die sich klar gegen jede Form von Antisemitismus ausspricht.